# Graniczna Placówka Kontrolna Straży Granicznej w Zwardoniu
Graniczna Placówka Kontrolna Straży Granicznej w Zwardoniu – zlikwidowana graniczna jednostka organizacyjna Straży Granicznej wykonująca kontrolę graniczną osób, towarów i środków transportu bezpośrednio w przejściach granicznych na granicy państwowej z Republiką Słowacką.

## Formowanie i zmiany organizacyjne
Graniczna Placówka Kontrolna Straży Granicznej w Zwardoniu (GPK SG w Zwardoniu) została utworzona 30 kwietnia 1995, w miejscowości Zwardoń, z siedzibą na kolejowym przejściu granicznym Zwardoń-Skalité i weszła w podporządkowanie Beskidzkiego Oddziału Straży Granicznej w Cieszynie .
1 grudnia 1998 Decyzją nr 34 Komendanta Głównego Straży Granicznej z 5 sierpnia 1998, GPK SG w Zwardoniu została włączona w struktury Karpackiego Oddziału Straży Granicznej w Nowym Sączu .
W 2000 rozpoczęła się reorganizacja struktur Straży Granicznej związana z przygotowaniem Polski do wstąpienia do Unii Europejskiej i przystąpieniem do Traktatu z Schengen. Podczas restrukturyzacji wprowadzono kompleksową ochronę granicy już na najniższym szczeblu organizacyjnym tj. strażnica i graniczna placówka kontrolna. Wprowadzona całościowa ochrona granicy zniosła podział na graniczne jednostki organizacyjne ochraniające tylko tzw. „zieloną granicę” i prowadzące tylko kontrole ruchu granicznego. W wyniku tego, 3 stycznia 2003 przejęła wraz z obsadą etatową pod ochronę odcinek, po rozformowanej Strażnicy SG w Zwardoniu.
W związku z reorganizacją Karpackiego Oddziału Straży Granicznej związaną z realizacją przez Straż Graniczną nowych zadań, 15 września 2004 GPK SG w Zwardoniu przejęła wraz z obsadą etatową pod ochronę odcinek granicy państwowej po zlikwidowanej strażnicy SG w Rycerce Górnej .
Jako Graniczna Placówka Kontrolna Straży Granicznej w Zwardoniu funkcjonowała do 23 sierpnia 2005 i 24 sierpnia 2005 Ustawą z 22 kwietnia 2005 O zmianie ustawy o Straży Granicznej... przekształcona została na Placówkę Straży Granicznej w Zwardoniu (PSG w Zwardoniu).

## Ochrona granicy
Od 3 stycznia 2003, po przejęciu odcinka strażnicy SG w Zwardoniu, GPK SG w Zwardoniu ochraniała odcinek granicy państwowej:
- Włącznie znak gran. nr III/201 / I/1 (Trzycatek) .
- Linia rozgraniczenia:

1. Z strażnicą Straży Granicznej w Jaworzynce: powiat żywiecki i z powiatu cieszyńskiego część obszaru gminy Istebna na południe od linii prostej biegnącej od znaku granicznego nr III/201 na granicy państwowej Rzeczypospolitej Polskiej z Republiką Słowacką do mostu na potoku Czadeczka z wyłączeniem tego mostu, prawym brzegiem potoku Czadeczka do zetknięcia się granicy miejscowości Jaworzynka, Koniaków i Istebna, dalej granicą miejscowości Koniaków oraz Istebna do granicy gmin Istebna i Milówka[4].

Od 15 września 2004 odcinek GPK SG w Zwardoniu został wydłużony, po przejęciu odcinka granicy państwowej Strażnicy SG w Rycerce Górnej.

### Podległe przejścia graniczne
Stan z maja 1995 
- Zwardoń-Skalité (kolejowe)
- Zwardoń-Myto-Skalité (drogowe).

Stan z 23 sierpnia 2005 
- Zwardoń-Skalité (kolejowe)
- Zwardoń-Myto-Skalité (drogowe)
- Jaworzynka-Čierne – od 3.01.2003
- Górka Gomółka-Skalité Serafínov – od 3.01.2003
- Zwardoń-Skalité – od 3.01.2003
- Bor-Oščadnica-Vreščovka – od 3.01.2003
- Rycerka-Nová Bystrica – od 15.09.2004
- Przegibek-Vychylovka – od 15.09.2004
- Wielka Racza-Veľká Rača – od 15.09.2004.

## Sąsiednie graniczne jednostki organizacyjne
- Strażnica SG w Rycerce Górnej ⇔ Strażnica SG w Jaworzynce – 3.01.2003–14.09.2004
- Strażnica SG w Soblówce ⇔ Strażnica SG w Jaworzynce – 15.09.2004–2005
- GPK SG w Korbielowie ⇔ Strażnica SG w Jaworzynce – 2005–23.08.2005.